# Zouma (Burkina Faso)
Zouma ist ein Dorf in Burkina Faso, in der Region Boucle du Mouhoun, der Provinz Nayala und dem Departement Toma. Zouma liegt am südlichen Rand der Sahelzone und hat 2964 Einwohner (1996).